# Boris Lovrić
Boris Lovrić (ur. 23 czerwca 1975 w Splicie) – chorwacki bobsleista, uczestnik Igrzysk Olimpijskich w Salt Lake City.